# Hemichromis letourneuxi
Hemichromis letourneuxi és una espècie de peix de la família dels cíclids i de l'ordre dels perciformes.

## Morfologia
Els mascles poden assolir els 11,9 cm de longitud total.

## Distribució geogràfica
Es troba a Àfrica: des del riu Nil fins al Senegal i des de l'Àfrica del Nord fins a Costa d'Ivori.